# Ярошувка (Малопольське воєводство)
Ярошувка (пол. Jaroszówka) — село в Польщі, у гміні Ґдув Велицького повіту Малопольського воєводства.
Населення — 226 осіб (2011).

## Демографія
Демографічна структура станом на 31 березня 2011 року:
|          | Загалом | Допрацездатний вік | Працездатний вік | Постпрацездатний вік |
| -------- | ------- | ------------------ | ---------------- | -------------------- |
| Чоловіки | 108     | 21                 | 77               | 10                   |
| Жінки    | 118     | 28                 | 71               | 19                   |
| Разом    | 226     | 49                 | 148              | 29                   |